# Arnold Bax
Sir Arnold Edward Trevor Bax, pseudonym Dermot O’Byrne, (8. listopadu 1883 Londýn – 3. října 1953 Cork, Irsko) byl anglický hudební skladatel a básník.

## Život
Arnold Edward Trevor Bax se narodil na londýnském předměstí Streatham do prosperující viktoriánské rodiny. Jeho otec byl právník, ale praxi vzhledem k soukromým příjmům neprovozoval. V roce 1896 se rodina přestěhovala do zámku v Hampsteadu. Arnold Bax navštěvoval základní školu v Balhamu a později konzervatoř v Hampsteadu. Nadšení pro lidové písně a tance, které v té době vládlo u mnoha tehdejších skladatelů a ovládalo i výuku na konzervatoři, příliš nesdílel. V roce 1900 vstoupil na Královskou hudební akademii, kde studoval hru na klavír u Tobiase Matthaye a skladbu u Fredericka Cordera. Corder byl velkým obdivovatelem Richarda Wagnera a i pro Baxe se Wagnerovo dílo v mládí stalo zdrojem inspirace. Vzhledem ke konzervativnímu zaměření Akademie musel hudbu Richarda Strausse či Clauda Debussyho studovat soukromě.
Ačkoliv Bax obdržel Macfarrenovo stipendium a získal řadu dalších ocenění, nepřitahoval takovou pozornost obecenstva a kritiky jako jeho současníci Benjamin Dale či York Bowen. Byl sice mimořádným klavíristou, ale vzhledem k dostatečným vlastním finančním prostředkům nebyl závislý na koncertní činnosti a mohl se věnovat hudební kariéře podle vlastní úvahy.
Po absolvování konzervatoře navštívil Drážďany, aby zhlédl originální představení Straussovy Salome a zde také poprvé uslyšel díla Gustava Mahlera. Baxův mladší bratr Clifford byl básníkem a seznámil jej s dílem irského básníka Williama Butlera Yeatse, který na Arnolda Baxe hluboce zapůsobil. Baxovou první veřejně provedenou skladbou (na koncertu Akademie v roce 1902) byla píseň The Grand Match, komponovaná na text v irském dialektu.
V roce 1910 navštívil Rusko. Velký dojem v něm zanechal ruský balet. Ruský vliv se pak projevuje v několika dílech. Do Anglie se vrátil v lednu roku 1911 a oženil se s klavíristkou Elsitou Luisou Sobrinovou. Nejprve bydleli v Londýně, ale později se odstěhovali do Irska, kde zakoupili dům v Rathgaru, předměstí Dublinu. Měli spolu dvě děti. V Irsku se Bax věnoval literatuře a v irských literárních kruzích se stal známým pod pseudonymem "Dermot O'Byrne". Některá jeho literární díla byla censurou zakázána, neboť zřetelně sympatizoval s irskými republikánskými snahami.
Na počátku první světové války se Bax vrátil do Anglie. Vzhledem k potížím se srdcem, které ho provázely celý život, byl uznán neschopným vojenské služby a působil jako pomocný policista. V letech války se setkal s klavíristkou Harriet Cohenovou, pro kterou opustil ženu i děti a které pak věnoval mnoho svých děl. Ve dvacátých letech poznal Mary Gleavesovou a po více než 20 let udržoval vztah s oběma ženami. Vztah ke Cohenové se postupně změnil v přátelství a hudební partnerství. Gleavesová zůstala Baxovou družkou až do jeho smrti.
První symfonie komponovaná v letech 1921–1922 měla navzdory drsné melodice velký úspěch. Během jedné dekády Bax napsal všech svých sedm symfonií.
V roce 1937 Bax získal šlechtický titul (Knight Bachelor) a po smrti Sira Walforda Daviese byl jmenován jeho nástupcem ve funkci ředitele královské hudby (Master of the King's Music). Mezi jeho povinnosti patřilo řídit dvorní orchestr a komponovat příležitostnou hudbu. V této funkci zkomponoval např. pochod ke korunovaci královny Alžběty II.
Po druhé světové válce se Bax odstěhoval do Sussexu. Až do konce svého života přebýval v rezidenci White Horse Hotel ve Storringtonu. V závěru svého života měl potíže s alkoholem. Zemřel na srdeční selhání 3. října 1953. Je pohřben na hřbitově sv. Finbarra v Corku.

## Dílo
Za svůj život Bax zkomponoval téměř 400 skladeb. Mezi jinými 7 symfonií, houslový koncert, koncert pro violoncello, několik symfonických básní, písně, klavírní skladby i komorní hudbu. Je rovněž autorem hudby k filmu Oliver Twist režiséra Davida Leana z roku 1948.